# Mário Almeida
Mário Hermenegildo Moreira de Almeida é um político português e foi um autarca de Vila do Conde. Nasceu em Vila do Conde, em 30 de Setembro de 1943.
Distinguiu-se, sobretudo, como Presidente da Câmara Municipal de Vila do Conde, cargo que desempenhou durante mais de 32 anos, desde abril de 1981 até outubro de 2013.

## Carreira
Em 9 de agosto de 1974, após o 25 de Abril, foi designado membro da Comissão Administrativa do Concelho de Vila do Conde, pelo Partido Socialista, numa lista encabeçada por Fernando Gomes.
Nas Eleições autárquicas portuguesas de 1976, foi eleito, pela primeira vez, Vereador e Vice-Presidente da Câmara Municipal de Vila do Conde, cargo que ocupou até abril de 1981.
Em abril de 1981, tornou-se Presidente da Câmara Municipal de Vila do Conde, aquando da saída de Fernando Gomes, tendo sido sucessivamente eleito nas eleições autárquicas que se seguiram, sempre com maioria absoluta (1982, 1985, 1989, 1993, 1997, 2001, 2005 e 2009) nas listas do Partido Socialista.
Foi Presidente da Mesa do Congresso e do Conselho Geral da ANMP, após ter sido Presidente do Conselho Diretivo de 1990 a 2002.
Assumiu diversos cargos internacionais de relevância, no âmbito do poder autárquico: vice-presidente do Conselho Diretivo da Organização Iberoamericana para a Cooperação Intermunicipal, vice-presidente do Conselho de Municípios e Regiões da Europa - CCRE, Membro do Comité Executivo Mundial da União Internacional das Autoridades Locais - IULA.
Nas eleições autárquicas de 2009, Mário Almeida realizou a sua última recandidatura à presidência da autarquia vilacondense, por imposição da atual lei de limitação de mandatos vigente em Portugal.
Nas Eleições autárquicas portuguesas de 2013, após o seu último mandato enquanto Presidente de Câmara, Mário Almeida foi o cabeça de lista à Assembleia Municipal de Vila do Conde, novamente pelo Partido Socialista, tendo sido eleito com maioria absoluta Presidente da Assembleia Municipal, cargo que ocupou até outubro de 2017.
Em 2017, depois de um percurso autárquico de mais de 4 décadas e após ter desempenhado vários cargos no Partido Socialista, a nível local, distrital e nacional, anuncia não ser mais candidato a nenhum cargo autárquico e político.
Nas Eleições autárquicas portuguesas de 2017, Mário Almeida foi mandatário da candidatura do Partido Socialista em Vila do Conde.
É considerado um dos dinossauros da política portuguesa por ser um dos sete políticos, de todo o mundo, que esteve mais tempo no poder tendo sido eleito democraticamente, sendo todos eles portugueses.

## Prémios e condecorações
A nível de prémios e condecorações já granjeou diversas com marcado prestígio: "Melhor Autarca" em 1994, pela Casa da Imprensa; condecorado, em 1995, com o Ordem de Mérito no Grau de Grande Oficial (pelo então Presidente da República Mário Soares); condecorado com o Grã- Cruz da Ordem de Mérito, em 2002 (pelo então Presidente da República, Jorge Sampaio); possui a Medalha de Ouro - Serviços Distintos atribuída pela Liga dos Bombeiros Portugueses, e tem sido designado com diversos títulos honoríficos por várias cidades do mundo.

## Vida pessoal
Filhos de pais professores de escolas primárias, de Vila do Conde, cursou Engenharia Técnica de Construção Civil, e nos anos seguintes (até 1974) foi professor de ensino secundário em escolas de Vila do Conde.
Mário Almeida vive atualmente na cidade de Vila do Conde, e é casado e pai de quatro filhos.
É fervoroso adepto do Rio Ave F.C., tendo sido durante vários anos Presidente da Assembleia Geral do clube.